# La Tête du client
Pour plus de détails, voir Fiche technique et Distribution.
La Tête du client est un film franco-espagnol réalisé par Jacques Poitrenaud, sorti en 1965.

## Synopsis
Gaston Berrien est chapelier et père d'un garçon et d'une jeune fille de 17 ans. Un jour arrive dans sa boutique un client dont la préoccupation est beaucoup plus de connaître son chiffre d'affaires que de trouver un chapeau à sa taille. Le commerçant a bien raison de s'inquiéter, car son commerce n'est qu'une couverture.

## Fiche technique
- Titre : La Tête du client
- Réalisation : Jacques Poitrenaud
- Assistants réalisation : Tony Aboyantz et Gérard Guérin
- Scénario : Jean-Charles Lagneau, Gérard Carlier, José Luis Barbero, Jacques Poitrenaud et Jean-Loup Dabadie (dialogues) d'après le roman La Grosse Tête de Michel Lebrun
- Montage : Albert Jurgenson
- Photographie : Andréas Winding
- Montage : Albert Jurgenson
- Musique : Georges Garvarentz
- Décors : Raymond Gabutti
- Coordination des cascades : Claude Carliez et Yvan Chiffre
- Sociétés de production : France Cinéma Productions, Société Française de Cinématographie (SFC) et Urfesa P.C.
- Attaché de presse : Richard Balducci
- Origine :  France |  Espagne
- Genre : Action et comédie
- Durée : 100 minutes
- Noir et blanc
- Date de sortie :
  - France : 3 septembre 1965
- Affiche : Guy-Gérard Noël (France)

## Distribution
- Michel Serrault : Gaston Berrien, alias Monsieur Max
- Jean Poiret : Philippe, alias Monsieur Paul
- Francis Blanche : Mario, l'enchanteur
- Sophie Desmarets : Françoise Berrien
- Jean Richard : le docteur Tannait
- Dominique Davray : une cliente du docteur
- Martine de Breteuil : Mme Rose
- Darry Cowl : l'agent André
- Anna Gaylor : la femme de l'agent André
- André Badin : le client de Philippe
- Jacques Legras : le chauffeur de taxi
- Laura Valenzuela : Gladys
- Michel Modo : le gendarme François-Joseph
- Robert Rollis : le collègue du gendarme François-Joseph
- Caroline Cellier : Evelyne Berrien
- Patrice Laffont : Guy Tannait
- Sébastien Poitrenaud : Freddy Berrien
- Maria Granada : la bonne Maria
- Laura Granada : la barmaid
- René Bouloc : un des copains de Freddy

## Autour du film
- Michel Serrault jouera de nouveau un chapelier mais dans un film plus sombre : Les Fantômes du chapelier de Claude Chabrol (1982).